# Годування птахів

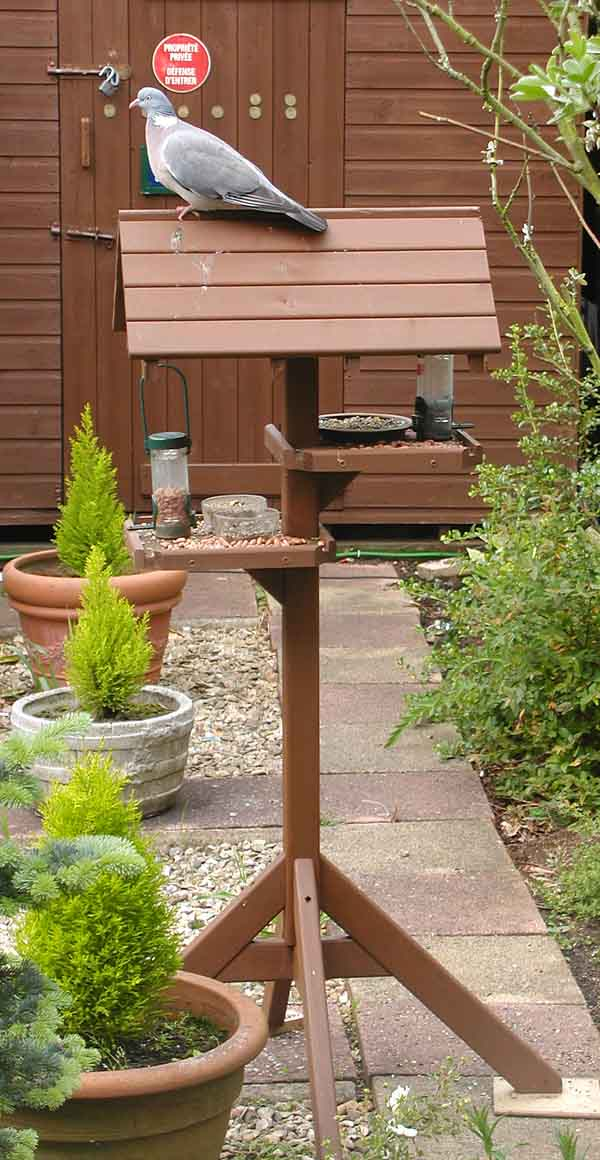
Годівниця, з припутнем на даху, в англійському саду. В ній є вода, арахіс, насіння соняшнику та насіннєва суміш.

Годування птахів — це діяльність направлена на годування диких птахів, переважно за допомогою спеціальних годівниць. Починаючи з шостого століттям, у Великій Британії та Сполучених Штатах Америки всіляко заохочували підгодовування диких птахів. Це навіть стало другим за популярністю захопленням у Сполучених Штатах. 1994 року був затверджений Національний місяць годування птахів.
Проте годування диких птахів, як й інших диких тварин, може мати як негативні, так і позитивні наслідки. Наприклад, дослідження в Шеффілді, Англія встановило, що чисельність садових птахів має тенденцію до поступового збільшення. Але серед результатів дослідження було наголошено на таких негативних сторонах підгодовування диких птахів серед яких ключовими є підвищений ризик хижацьких дій та неправильне харчування.

## Історія
Британський натураліст Джеймс Фішер стверджує, що монах з Файфу в 6 столітті приручив голуба, годуючи його.
У морозну зиму 1890—1891 років у Великій Британії національні газети закликали годувати птахів.
Вже 1910 року британський журнал Панч заявив, що годування птахів є «загальнонаціональним проведенням часу».
Сьогодні у Великій Британії більшість людей годують птахів упродовж всього року. Це достатньо для підтримки 10 найпоширеніших видів садових птахів.
Також годування птахів перетворилося на друге за популярністю хобі серед садівників у США.
Щоб відзначити таке захоплення птахами, лютий був оголошений Національним місяцем годування птахів указом Конгресу у 1994 році.

## Діяльність
Годування птахів розглядається переважно як хобі любителів птахів. Люди, які годують диких птахів, часто намагаються привабити птахів до заміських та домашніх локацій. Для цього встановлюються годівниці з їжею. Вона може складатися з насіння, арахісу, куплених харчових сумішей, жиру, кухонних клаптиків та солодощів. Крім того, може бути забезпечена пташина ванна та крупа (пісок), яку птахи зберігають у своїх волах, щоб допомогти подрібнювати їжу як засіб для травлення.
Годування хлібом водоплавних птахів в парках, поблизу озер та річок є дуже популярним у світі.

## Типи

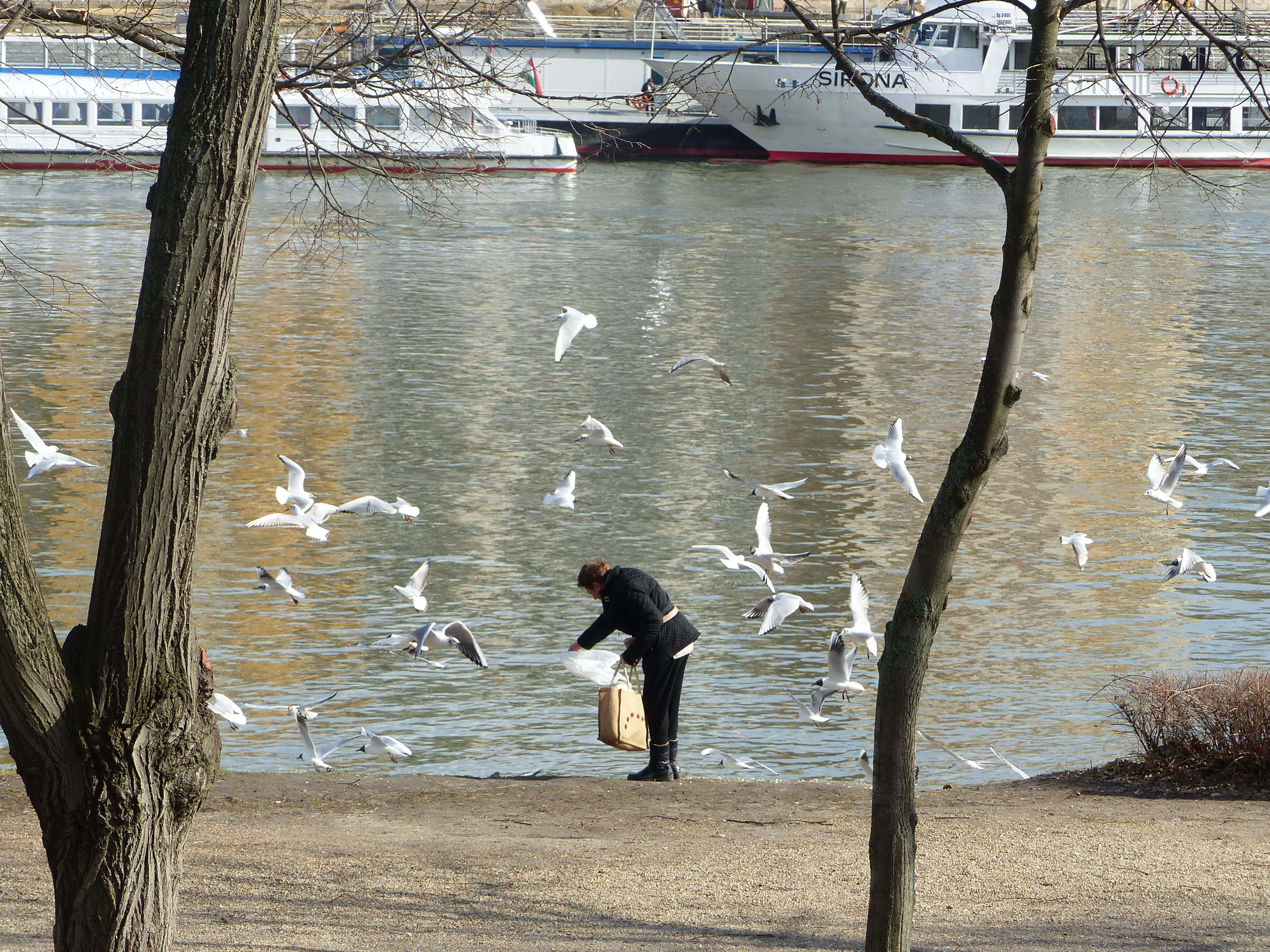
Годування морських птахів

Для годування певного виду птахів варто підбирати ту їжу, яка підходить бехпосередньо виду. Колібрієві та нектарові птахи люблять нектар. Види, що харчуються насінням можна підгодовувати соняшниковим насінням.
В Австралії м'ясом, насамперед сирим фаршем з яловичини чи свинини, підгодовують диких хижих птахів, наприклад, сорочицю велику та кукабару.
Окулярникові та деякі дроздові можуть їсти свіжі та порізані плоди.
Зазвичай годівниці приваблюють не лише маленьких птахів. У деяких міських районах Великої Британії руді шуліки також можуть підхарчовуватися і садових годівницях.
Садових птахів можна годувати арахісом, насінням, кокосовим горіхом (але не кокосовою пальмою) або жиром (але не оліями, що стають рідкими при кімнатній температурі), використовуючи різні годівниці.
Після створення годівниці птахам буде потрібен буде деякий час для того, щоб її знайти і почати там харчуватися. Особливо це стосується годівниці в тій місцевості, де таке не є поширеним явищем. Слід враховувати, що їжу для птахів треба регулярно міняти, а годівницю чистити. Також варто попіклуватися про наявність джерела води.
У Північній Америці солодощами можна підгодовувати різноманітних птахів, які не можуть постійно відвідувати годівниці. У Техасі всі поширені види дятлових будуть використовувати годівницю для годування впродовж всього року. Взимку там в годівницях можна побачити золотомушку світлоброву та декола золотистого.

## Вплив

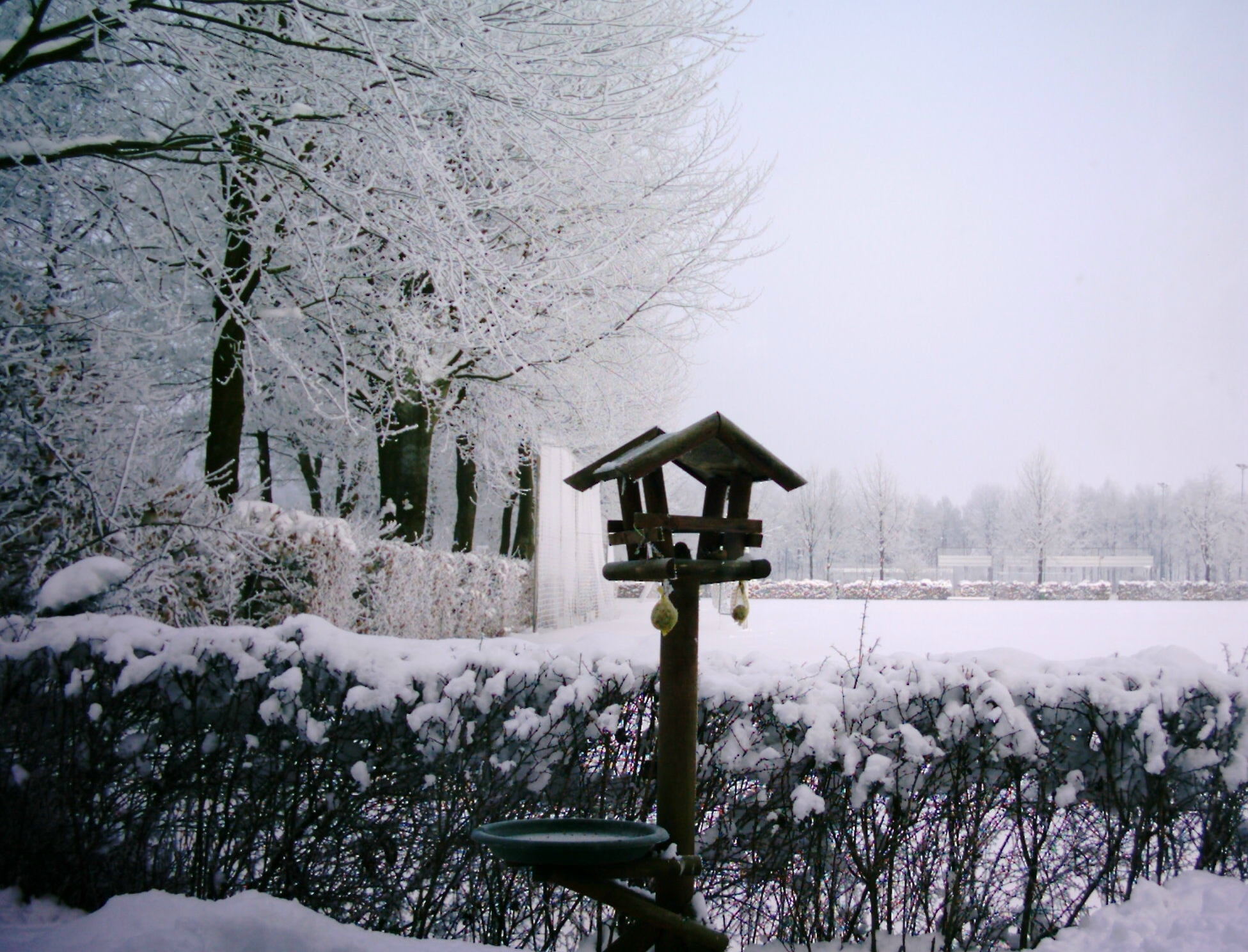
Годування птахів взимку

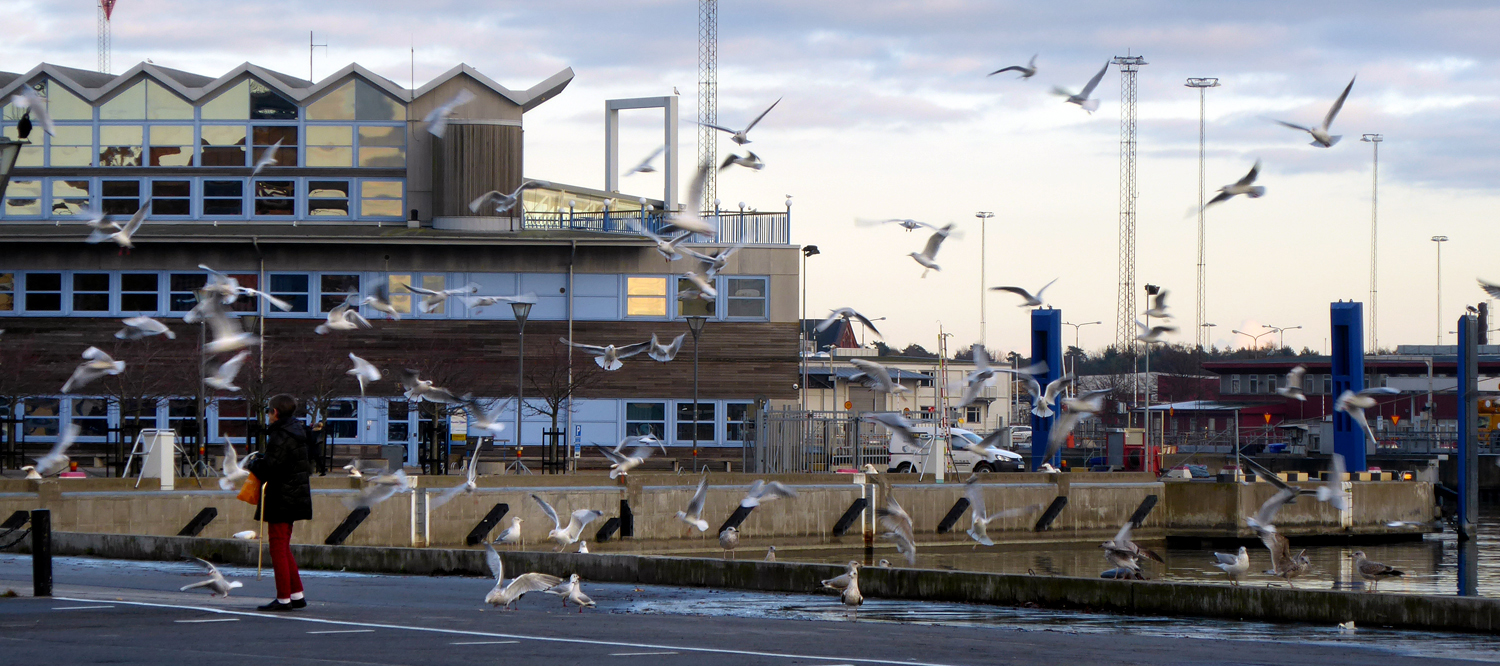
Годування морських птахів у гавані.

Дослідження, проведене в Шеффілді, Англія, виявило, що чисельність садових птахів збільшилось після того, як були встановлені годівниці для них незалежно від того чи регулярно вони там харчуються і від кількості годівниць загалом.
Проте, ставлення до підгодовування диких тварин загалом, як і птахів зокрема не є однозначним. Низка проблем, пов'язаних з цим, була висвітлена в статті Волл-стріт джорнел.
Це не перша публікація присвячена проблемам пов'язаним з годуванням диких птахів. Так, канадський орнітолог Джейсон Роджерс опублікував в журналі Alberta Naturalist статтю присвячену екологічним проблемам, пов'язаним з використанням годівниць для птахів. У ній виділені головні проблеми пов'язані з таким годуванням:
- сприяння залежності від людини/наявності корму в таких годівницях;
- зміна природного розподілу птахів на певній території;
- щільність проживання, тобто розширення чи звуження ареалу проживання;
- зміни міграції птахів, що може спричинити недоїдання;
- поширення хвороб;
- збільшення ризику смерті від котів, пестицидів, попадання у вікна тощо.

У Великій Британії широко поширені сірі вивірки, які можуть харчуватися їжею, призначеної для птахів.
У ході експериментального дослідження також була виявлене збільшення проценту хижацтва вивірок та птахів родини воронових щодо інших диких птахів у випадку розташування гнізд близько від годівниць.
У статті в журналі Oecologia повідомлялося, що годування блакитних та великих синиць арахісовим пирогом протягом тривалого періоду часу значно зменшило розмір їх виводків.
Дослідження університету Фрайбурга та Environment Canada показали, що чорноголові кропив'янки, що мігрують до Великої Британії з Німеччини, адаптувалися до людей, які їх годують і стали залежними від годівниць.
Забезпечення додатковою їжею на станціях для годування може також змінити взаємодію птахів з іншими видами. Попелиці та туруни можуть швидше знаходити призначену птахам.

## Економічна складова
Багато грошей витрачається на годівниці для птахів як такі, та їх наповнення різноманітними кормами.
Понад 55 мільйонів американців віком понад 16 років витрачають 800 мільйонів доларів на рік для заміни годівниць, створення ван для птахів, шпаківні та інші аксесуари для цього.
У низці міст або певних скверах та парках, наприклад, на Трафальгар-сквер в Лондоні) годування голубів. Головними причинами стали їх конкуренція з місцевими видами, або через забруднення та/або шум.  